# Scicli
Scicli is een gemeente in de Italiaanse provincie Ragusa (regio Sicilië) en telt 25.832 inwoners (31-12-2004). De oppervlakte bedraagt 137,6 km², de bevolkingsdichtheid is 188 inwoners per km².
De volgende frazioni maken deel uit van de gemeente: Donnalucata, Scicli, Sampieri en Cava d'Aliga.

## Demografie
Scicli telt ongeveer 10220 huishoudens. Het aantal inwoners steeg in de periode 1991-2001 met 1,4% volgens cijfers uit de tienjaarlijkse volkstellingen van ISTAT.
| Jaar | Inwoneraantal |
| ---- | ------------- |
| 1991 | 25.255        |
| 2001 | 25.614        |

## Geografie
De gemeente ligt op ongeveer 108 m boven zeeniveau.
Scicli grenst aan de volgende gemeenten: Modica, Ragusa.